# Каратыгин, Александр Александрович
Алекса́ндр Алекса́ндрович Караты́гин (22 сентября 1914, Саратов — 10 февраля 1989, Обнинск, Калужская область) — начальник технического отдела радиохимического завода № 25 (объекта «Б») производственного объединения «Маяк», 15 марта 1953 год. Ценой риска для жизни ликвидировал самопроизвольно развившуюся цепную реакцию (СЦР) в ёмкости с плутониевым раствором.

## Биография
А. А. Каратыгин родился в семье медиков: отец Александр Петрович — врач, мать Анна Афанасьевна — медицинская сестра.
В 1934 году поступил, в 1940 году окончил Куйбышевский индустриальный институт по специальности технология пирогенных процессов.
С 1940 по 1948 год работал технологом на пороховом заводе (почтовый ящик № 4) в городе Рошаль Московской области.
В январе 1948 году был переведён в Первое Главное управление при Совете министров (ПГУ).
7 января 1948 года начал работать на радиохимическом заводе № 25 (объект «Б») ПО «Маяк». Семья жила в Челябинке-40 в соцгороде (на реке Течи). С января 1948 года проходил технологическую практику в НИИ-9 в Москве — стажировку на «установке № 5» (опытная радиохимическая установка для выделения плутония).
В поставляемом на завод оборудовании было много брака, связанного со спешкой и отсутствием опыта монтажа и эксплуатации. Особенно много брака было в поставляемой запорной арматуре. А. А. Каратыгин был одним из основных участников пусковых работ в целом и, в частности, состоял в бригаде, принимающей запорную арматуру и дающей разрешение на её монтаж.
В августе 1948 года был назначен начальником смены. В 1950—1954 гг. был начальником технического отдела завода. В его обязанности входил учёт наработки готовой продукции завода.
Одна из главных проблем технологического процесса состояла в том, что химические реакции в больших объёмах протекали не так, как на опытной установке в Москве. Главной компетенцией Каратыгина как начальника технического отдела завода был контроль количества полученного на выходе плутония. Эту операцию он не доверял никому, всё без исключения делая сам.
По воспоминаниям Каратыгина, выдача продукции заводом шла неравномерно, и руководство завода и комбината стремилось к тому, чтобы всегда иметь резерв плутония на будущий месяц в случае неожиданных обстоятельств и возможного срыва плана. Зарплата работников комбината существенно зависела от выполнения плана наработки плутония. 15 марта 1953 года Каратыгин вручную готовил раствор готовой продукции перед отправкой на объект В. Критическая масса плутония-239 в растворе, как стало известно позже, равна 509 г, но в ёмкости, куда сливал готовый раствор Каратыгин, уже находился приготовленный заранее резерв плутония, и критическая масса превысила 600 г.
Николай Работнов (ученый секретарь МинСредМаша), сын приятельствовавшего с Каратыгиным Семёна Работнова, писал об этом:
Происшествие было связано и с запредельной секретностью, и с дикой штурмовщиной, царившей в те времена. Объём продукции, то есть массу произведенного за день плутония, из персонала не знал никто. Как не имел никто понятия и о том, что критмасса водного раствора соли плутония всего около пятисот граммов. Но необходимость еженощно докладывать вождю о выполнении плана при неконтролируемых колебаниях производительности привела к естественному в отечественных традициях решению — создать небольшую плутониевую заначку. Каратыгин слил дневную порцию раствора в ёмкость, которую считал пустой. А там была заначка…
Не учтя опасности изменения геометрии объёма, Каратыгин наклонил бутыль, что привело к возникновению цепной реакции, сопровождавшейся большим потоком нейтронов. Ценой риска для жизни Каратыгин цепную реакцию ликвидировал. Сильнейшее переоблучение при этом привело к ампутации ног и искалеченным пальцам на руках.
Коллега Александра Каратыгина, сотрудница завода № 25 Маргарита Громова, так описывала эту ситуацию в 1999 году:
В 1953 году на нашем заводе произошло чрезвычайное происшествие при сборе очередной порции окончательного продукта в контейнер для подготовки и передачи на завод № 20. По расчёту геометрического объёма вышеуказанной продукции, сделанному А. Каратыгиным, казалось, всё было в порядке, нужное количество плутония соответствовало норме. Но что-то вызвало сомнения Александра Александровича, то ли количество плутония в растворе, то опасения перебора критической массы, которая могла привести к цепной реакции. Каратыгин утром приехал на работу и, проверив ещё раз расчёт, пришёл к выводу, что надо срочно изменить геометрический объём продукта путём разделения на две ёмкости. Самолично, никому не доверив по многим соображениям этот процесс, Александр Александрович стал производить перелив. В процессе перелива жидкость попала ему на ноги и на руки, кроме того, возникла цепная реакция, прерванная его героическими усилиями.
О лечении Каратыгина Николай Работнов рассказывал:
Борьба за жизнь Александра Александровича была долгой и драматичной. Местные врачи быстро поставили вопрос об ампутации одной ноги. Из Москвы прилетел для консультации крупнейший специалист по ожогам — увы, не радиационным — и только что не поднял местных медиков насмех: «Вы не видели танковых ожогов!» Ампутацию отменили, больного в личном салон-вагоне Музрукова отвезли в Москву. Но в конце концов от обеих ног у него не осталось ни сантиметра, сильно пострадала кожа на руках и глаза. Но он оправился и в этом состоянии прожил ещё тридцать пять лет — до семидесяти пяти! <…>

А случай с Каратыгиным был особый. Он получил огромную дозу, и излечение стало медицинским чудом. По словам мамы, по результатам его многолетнего лечения было защищено минимум пять кандидатских диссертаций — отдельно по коже, по кроветворной системе, по желудочно-кишечному тракту и т. д. Но мне кажется, что в его выздоровлении большую роль сыграли воля, характер и мужество самого больного.
Маргарита Громова оставила воспоминания о незаурядных человеческих качествах Каратыгина:
Был он приятным, общительным человеком. Очень внимательно относился к своим коллегам и подчинённым. Каратыгин хорошо знал персонал завода и давал характеристики по поводу квалификации каждого ответственного работника главному инженеру. Кроме того, он был нашим человеком в аппарате дирекции завода и помогал при случае всем нам, потому что он любил людей.
В 1961 году по совету министра Е. П. Славского переехал в город Обнинск Калужской области, где работал в отделе научно-технической информации (ОНТИ) Физико-энергетического института на дому. Дом Каратыгиных в Обнинске стал своего рода центром встреч бывших «маяковцев» (сотрудников ПО «Маяк»), многим из которых Каратыгин помог перебраться из закрытых городов Минсредмаша в Обнинск.
Об обнинском периоде Каратыгина Николай Работнов писал:
В последующие годы, уже в Обнинске, я хорошо знал Александра Александровича. Это был удивительно жизнерадостный, весёлый и энергичный человек. Он водил машину, выучил языки, много переводил и реферировал для нашего ОНТИ на дому. В шестидесятые годы была одна журналистская попытка рассказать о его судьбе, но в условиях того времени сделать это было трудно.

### Семья
- Жена — Галина Фёдоровна Каратыгина.
- Сын — Валерий Александрович Каратыгин.
- Сын — Игорь Александрович Каратыгин
- Дочь — Марина Александровна Элатомцева (урождённая Каратыгина).[3]

## Память
27 августа 1999 года в рамках празднования 50-летия испытания первого ядерного оружия в СССР на доме 9а по улице Пирогова в Обнинске, где жил Александр Каратыгин, была установлена мемориальная доска.